# Agrothereutes aterrimus
Agrothereutes aterrimus är en stekelart som först beskrevs av Johann Ludwig Christian Gravenhorst 1829.  Agrothereutes aterrimus ingår i släktet Agrothereutes och familjen brokparasitsteklar. Utöver nominatformen finns också underarten A. a. scutellaris.